# غاريت ماسون
غاريت ماسون (بالإنجليزية: Garrett Mason)‏ هو سياسي أمريكي، ولد في 19 يونيو 1985 في لويستون في الولايات المتحدة. حزبياً، نشط في Maine Republican Party ‏ والحزب الجمهوري. وقد انتخب عضو مجلس ولاية مين.